# Estero Zamorano
Estero Zamorano är ett vattendrag i Chile.   Det ligger i regionen Región de O'Higgins, i den södra delen av landet, 120 km söder om huvudstaden Santiago de Chile.
Trakten runt Estero Zamorano består till största delen av jordbruksmark. Runt Estero Zamorano är det ganska tätbefolkat, med 139 invånare per kvadratkilometer.